# Corick
Corick è un sito megalitico nelle vicinanze di Magherafelt, nella contea di Londonderry, Irlanda del Nord. È composto da cinque cerchi, uno con una grande pietra eretta nel mezzo, e da tre allineamenti di massi che restano a 400 metri a sud di Corick Clachan, vicino ad un ruscello.

## Caratteristiche
Nel 1940 il sito fu descritto come costituito da 3 cerchi di pietra con allineamenti e una possibile tomba posta a nord-ovest. Al giorno d'oggi rimangono solo quattro allineamenti, tre dei quali molto ben definiti e composti da rocce di altezza variabile da 30 centimetri a 1,6 metri. Si possono notare due enormi massi, i quali potrebbero essere i resti di una sepoltura. Le strutture puntano in direzione nord-sud, tranne una che è rivolta a OSO-ENE e che è composta dai massi più imponenti del sito. A Sud-Ovest vi sono i resti di un cerchio di pietra, di cui solo 6 pietre del lato ovest sopravvivono, con una grande pietra centrale.

## Utilizzo
Anche se  spesso si crede che il monumento e i suoi allineamenti siano stati realizzati per un importante scopo, la rozzezza delle pietre indica che non avrebbe potuto essere utilizzato come calcolatrice avanzata astronomica. Il posizionamento, pertanto, è più probabilmente simbolico che funzionale.

## Galleria d'immagini

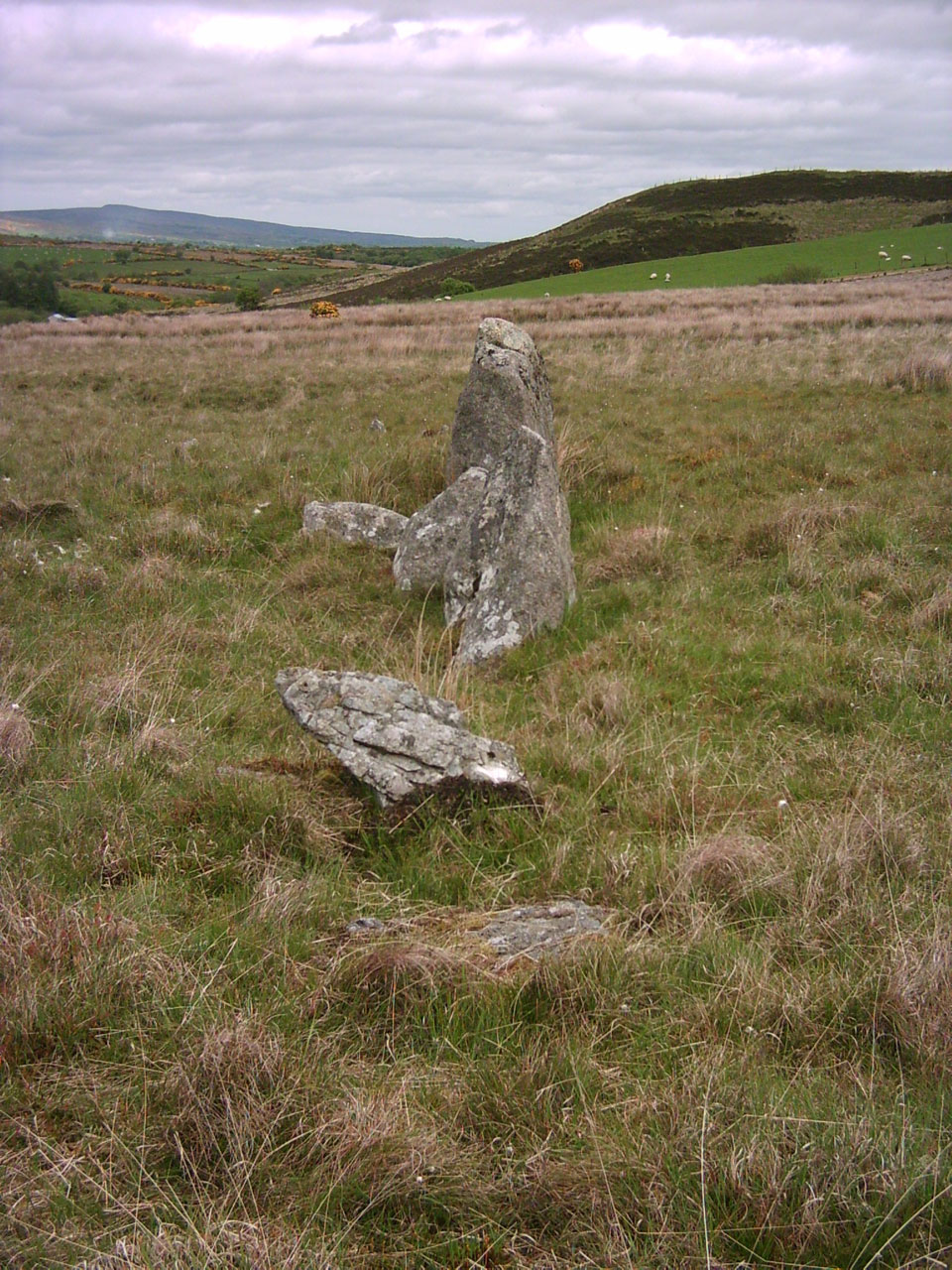
Allineamento di pietre, Corick.